# Wilhelm Legal
Wilhelm Legal (* 13. August 1904 in Breslau; † 29. August 1977 in Farchant) war ein deutscher Orthopäde und Träger des Bundesverdienstkreuzes am Bande.

## Werdegang
Legal wurde als Sohn von Hans Legal (* 1869), Facharzt für Orthopädie und jahrzehntelanger Leiter der Orthopädischen Abteilung am „Allerheiligenhospital“ in Breslau, und Else (geb. Schneider) geboren. Sie hatten sieben Kinder, darunter der Orthopäde Helmut Legal.
Nach einer humanistischen Schulausbildung am Elisabeth-Gymnasium in Breslau studierte Legal von 1922 bis 1927 Medizin an den Universitäten Breslau, Freiburg und München. In Breslau trat er in die schlagende Studentenverbindung seines Vaters, die Turnerschaft Suevia Breslau (heute Landsmannschaft Saxo-Suevia Erlangen im CC) ein. Er wurde 1928 approbiert und promovierte zum Dr.med. im gleichen Jahr bei Weil mit einer Dissertationsarbeit über die „Schlatter’sche Krankheit“.
Nach einer pathologisch-anatomischen und chirurgischen Grundausbildung an den Breslauer Universitäts-Instituten und –Kliniken, u. a. bei dem Neurologen und Neurochirurgen Otfrid Foerster, wandte sich Legal der Orthopädie zu und wurde Assistenzarzt bei Hans Ritter von Baeyer, dem Direktor der Orthopädischen Klinik der Universität Heidelberg und Leiter der Orthopädischen Anstalt in Heidelberg. Nach Abschluss der Fachausbildung ließ er sich zunächst im Jahr 1932 in Breslau als Facharzt für Orthopädie nieder. Im Jahr 1935 wurde ihm, nach dem Tod seines Vaters, die Leitung der Orthopädischen Abteilung am „Allerheiligenhospital“ in Breslau übertragen. Dieses Krankenhaus existiert noch heute als Orthopädische Klinik der Universität Breslau.
Die Tätigkeit an besagtem „Allerheiligenhospital“ wurde in den späten Kriegsjahren unterbrochen, da Legal in verschiedenen Kriegs- und Reservelazaretten eingesetzt war, in den letzten Kriegsmonaten als Leiter von zwei Unterabteilungen des Reservelazaretts Schwabach in Mittelfranken. Mit Ehefrau und sechs Kindern aus Breslau vertrieben, wurde er Mitte 1945 von der amerikanischen Militärregierung mit der kommissarischen Leitung der „Orthopädischen Klinik Wichernhaus“ in Altdorf bei Nürnberg betraut. Zudem war er beauftragt, die in Ober- und Mittelfranken noch verbliebenen und ärztlich nicht versorgten Reservelazarette zu inspizieren, gegebenenfalls aufzulösen und die noch behandlungsbedürftigen Patienten in entsprechende Spezialkliniken zu verlegen.
Im Jahr 1947 berief ihn die Regierung von Oberfranken zum Leitenden Arzt der „Abteilung für Knochen- und Gelenktuberkulose“ des im Jahr zuvor neugeschaffenen Tuberkulosekrankenhauses Kutzenberg bei Lichtenfels in Oberfranken, wo er eine Fachabteilung mit zunächst 80, später 120 Betten aufbaute. Hier befasste er sich mit den vielfältigen Manifestationen der Knochen- und Gelenktuberkulose und entwickelte spezielle Behandlungs- und Operationsverfahren gegen diese Knochenkrankheit. Hier kamen auch die ersten nach dem Krieg verfügbaren Tuberkulostatika zur Anwendung. Im Zuge der erfolgreichen Behandlung der Knochen- und Gelenktuberkulose sowie der Tuberkulose insgesamt kam es zu einem deutlichen Rückgang der Tuberkulosefälle, sodass die in Kutzenberg bestehende Abteilung für Knochen- und Gelenktuberkulose allmählich in eine allgemein-orthopädische Abteilung umgewandelt werden konnte.
Im Jahr 1968 trat Wilhelm Legal als Medizinaldirektor in den Ruhestand.

## Ehrungen
Am 9. März 1976 wurde Legal das Verdienstkreuz am Bande der Bundesrepublik Deutschland verliehen in Anerkennung der Verdienste, die er sich insbesondere bei der Bekämpfung der Knochen- und Gelenktuberkulose erworben hatte.

## Veröffentlichungen (Auswahl)
- Zweck und Aussichten der operativen Spanversteifung in der Behandlung der Knochen- und Gelenktuberkulose. In: Beiträge zur Klinik der Tuberkulose. Bd. 105, 1951.
- Extraartikuläre oder intraartikuläre Spanversteifung bei Coxitis tuberculosa?. In: Zeitschrift für Orthopädie und ihre Grenzgebiete, 82. Bd., 3. Heft, 1952 Enke-Stuttgart.
- Zur Druckosteosynthese des resezierten Kniegelenks. In: Münchner Medizinische Wochenschrift, 96. Jg., Nr.38, 1954.
- Über Transplantationen freier Knochenspäne. In: Verhandlungen der Orthopädischen Gesellschaft. 43. Kongress in Hamburg, 1955, Enke-Verlag Stuttgart.
- Arthrodese des tuberkulösen Ellenbogengelenks. In: Zeitschrift für Orthopädie und ihre Grenzgebiete. 88. Bd., 4. Heft, 1957. Enke-Verlag Stuttgart.
- Funktionelle Wiederherstellung bei der synovialen Kniegelenkstuberkulose. Behandlung und Ergebnisse. In: Münchner Medizinische Wochenschrift. 101. Jg., Nr.39, 1959 (mit R. Pfeiffer).